# 27a cerimònia dels Lumières
La 27a cerimònia dels Lumières de la Premsa Internacional, va tenir lloc el 17 de gener de 2022 als estudis de televisió de Canal+ i myCanal, que el va emetre sense xifrar presentat pr quarte vegada per la periodista Laurie Cholewa.
El 9 de desembre de 2021 s'anuncien les nominacions. El 17 de gener de 2022 la pel·lícula L'esdeveniment d'Audrey Diwan, que tenia cinc nominacions, va guanyar el premi a la millor pel·lícula El drama psicològic musical Annette va ser la pel·lícula més guardonada amb tres premis.

## Guanyadors i nominats
Els guanyadors s'indiquen en negreta.
| Millor pel·lícula - L'esdeveniment d'Audrey Diwan, produït per Édouard Weil i Alice Girard - Annette de Leos Carax, produït per Charles Gillibert, Paul-Dominique Win Vacharasinthu i Adam Driver - De son vivant de Emmanuelle Bercot, produït per Denis Pineau-Valencienne i François Kraus - Les il·lusions perdudes de Xavier Giannoli, produït per Olivier Delbosc i Sidonie Dumas - Onoda: 10.000 nits a la jungla d'Arthur Harari, produït per Nicolas Anthomé | Millor director - Leos Carax per Annette - Jacques Audiard per Les Olympiades - Audrey Diwan per L'esdeveniment - Xavier Giannoli per Les il·lusions perdudes - Arthur Harari per Onoda: 10.000 nits a la jungla                                                                                               |
| Millor actor - Benoît Magimel pel paper de Benjamin a De son vivant - Damien Bonnard pel paper de Damien a Les Intranquilles - André Dussollier pel paper d'André a Tout s'est bien passé - Vincent Lindon pel paper de Vincent a Titane - Benjamin Voisin pel paper de Lucien de Rupembré a Les il·lusions perdudes | Millor actriu - Anamaria Vartolomei pel paper d'Anne a L'esdeveniment - Suliane Brahim pel paper de Virginie a La Nuée - Virginie Efira pel paper de Benedetta Carlini a Benedetta - Valérie Lemercier pel paper d'Aline Dieu a Aline - Sophie Marceau pel paper d'Emmanuèle a Tout s'est bien passé           |
| Millor actor revelació - Thimotée Robart pel paper de Philippe a Magnetic Beats - Alseni Bathily pel paper de Youri a Gagarine - Abdel Bendaher pel paper d'Ibrahim a Ibrahim - Sami Outalbali pel paper d'Ahmed a Une histoire d'amour et de désir - Makita Samba pel paper de Camille a Les Olympiades | Millor actriu revelació - Agathe Rousselle pel paper d'Adrien a Titane - Zbeida Belhajamor pel paper de Farah a Une histoire d'amour et de désir - Aïssatou Diallo Sagna pel paper de Kim a La Fracture - Daphné Patakia pel paper de Bartolomea a Benedetta - Lucie Zhang pel paper d'Émilie a Les Olympiades |
| Millor coproducció internacional - La pitjor persona del món de Joachim Trier - Février de Kamen Kalev - La febre de Petrov de Kirill Serebrénnikov - Les Intranquilles de Joachim Lafosse - El pare de Florian Zeller | Millor guió - Xavier Giannoli per Les il·lusions perdudes - Antoine Barraud per Madeleine Collins - Leyla Bouzid per Une histoire d'amour et de désir - Catherine Corsini per La Fracture - Arthur Harari i Vincent Poymiro per Onoda: 10.000 nits a la jungla                                                 |
| Millor primera pel·lícula - ''Gagarine'' de Fanny Liatard et Jérémy Trouilh - Ibrahim de Samir Guesmi - Magnetic Beats de Vincent Maël Cardona - La Nuée de Just Philippot - Sous le ciel d'Alice de Chloé Mazlo | Millor fotografia - Caroline Champetier per Annette - Christophe Beaucarne per Les il·lusions perdudes - Romain Carcanade per La Nuée - Tom Harari per Onoda: 10.000 nits a la jungla - Laurent Tangy per L'esdeveniment                                                                                       |
| Millor música - Sparks per Annette - Amine Bouhafa per Le Sommet des dieux - Warren Ellis i Nick Cave per La Panthère des neiges - Evgueni Galperine, Sacha Galperine i Amine Bouhafa per Gagarine - Jim Williams per Titane | Millor documental - La Panthère des neiges de Marie Amiguet i Vincent Munier - 9 Jours à Raqqa de Xavier de Lauzanne - Delphine et Carole, insoumuses de Callisto Mc Nulty - Indes galantes de Philippe Béziat - Le Kiosque d'Alexandra Pianelli                                                               |
| Millor pel·lícula d'animació - Le Sommet des dieux de Patrick Imbert - Pil de Julien Fournet - Princesse Dragon d'Anthony « Tot » Roux i Jean-Jacques Denis - La Traversée de Florence Miailhe - Els cercamons de Samuel Tourneux | Premi Lumière d’honor - No atorgat |